# Placopegma
Placopegma is een geslacht van sponsdieren uit de klasse van de Hexactinellida.

## Soorten
- Placopegma plumicomum Tabachnick & Lévi, 2004
- Placopegma solutum Schulze, 1896